# پیچکا پوکیو
پیچکا پوکیو (به اسپانیایی: Pichqa Pukyu) یک کوه در پرو است که در Peru, Pasco Region واقع شده‌است. پیچکا پوکیو ۴٬۴۰۰ متر بالاتر از سطح دریا واقع شده‌است.